# 임경진
임경진(林慶鎭, 1971년 2월 17일~)은 대한민국의 아나운서이자 방송인이다.

## 학력
- 의정부고등학교 졸업
- 국민대학교 무역학과 학사(1997년 - 90학번)
- 서울대학교 대학원 체육학과 체육학 석사 수료(2013년 8월 입학. 2015년 8월 수료.)

## 경력
1998년 PSB(현 KNN, 부산방송)의 아나운서로 입사하여 라디오 프로 야구와 라디오 프로 농구 중계를 거쳐, 2001년에 문화방송 아나운서국의 아나운서로 입사했다. 섹션 TV 연예통신의 리포터로 활약했으며, 2004년에는 《사과나무》를, 2005년에는 《희망 릴레이 아름다운 세상》을 진행했다. 이어 2006년 독일 월드컵 앵커를 맡았으며, 2008년 1월 31일 음주 방송 파문으로 MBC 스포츠뉴스에서 하차했다. 이후 베이징 올림픽 중계방송으로 다시 활동하였다가 2008년 9월 12일을 기하여 교육 관련 개인 사업을 하겠다는 입장을 밝히고 MBC를 전격 퇴사하였다. 현재는 드림비전방송아카데미에서 스포츠 캐스터 및 아나운서 전담 강사로 활동 중이고, XTM, MBC 스포츠+ 등의 여러 스포츠 채널에서 프리랜서 스포츠 캐스터로 활동하다가 2016년부터 JTBC3 Fox Sports에 입사하여 스포츠 캐스터로 활동했으며, 이후 2017년부터 JTBC 아나운서로 발령을 받아 현재는 JTBC 아나운서 팀장으로 재직 중이다.

## 사건

### 음주 방송
- 2008년 1월 31일 평일 MBC 스포츠뉴스를 혀가 꼬인 발음으로 진행했는데,[2] 그 날 낮에 그는 여자 핸드볼 베이징올림픽 아시아예선 재경기 출장팀과 점심 회식을 하던 중 맥주를 몇 잔 마셨고, 평소 술이 약한 관계로 평일 MBC 스포츠뉴스 진행에 들어가기 전까지 술이 깨지 않았던 것으로 알려졌다. 그는 음주 사실을 시인하며 평일 MBC 스포츠뉴스에서 하차했고, 2008년 2월 1일부터 김정근 아나운서가 평일 MBC 스포츠뉴스를 진행하게 되었다.

## 에피소드
부산방송에서 라디오 프로 야구 중계를 맡았었던 시절에 그는 MBC가 박찬호의 메이저 리그 경기를 중계한다는 소식을 듣고 박찬호 등판 경기 중계를 원하여 MBC에 입사 원서를 넣었다고 한다. 결국 박찬호 덕분에 임경진이 MBC에 입사한 셈이었다. 그리고 2013년 월드 베이스볼 클래식을 통해 해설가로 데뷔한 박찬호와 함께 중계하였다.

## 진행자
- 2019년 ~ 2020년 <보신각 제야의 종> MC

## 같이 보기
- 서기철 (KBS 아나운서)
- 김성주
- 김완태
- 오상진
- 김정근